# 阿斯泰
阿斯泰（法語：Asté，法語發音：[aste]）是法国上比利牛斯省的一个市镇，属于巴涅尔德比戈尔区。

## 地理
阿斯泰（43°2'27"N, 0°10'5"E）面积26.67 平方千米，位于法国奧克西塔尼大區上比利牛斯省，该省份为法国西南部内陆省份，北至热尔省，西接大西洋比利牛斯省，南与西班牙接壤，东临上加龙省。
与阿斯泰接壤的市镇（或旧市镇、城区）包括：热尔德、巴涅尔德比戈尔、巴尼奥 (上比利牛斯省)、博代昂、康庞、埃斯帕罗斯、马尔萨、阿斯克。

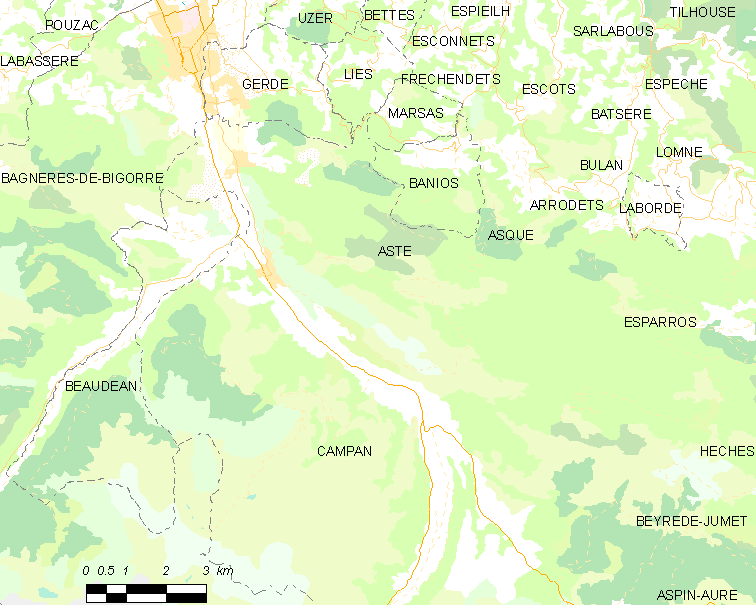
阿斯泰的OSM定位图

阿斯泰的时区为UTC+01:00、UTC+02:00（夏令时）。

## 行政
阿斯泰的邮政编码为65200，INSEE市镇编码为65042。

## 政治
阿斯泰所属的省级选区为上比戈尔县。

## 人口

1962-2008年间阿斯泰人口变化图示

阿斯泰于2022年1月1日时的人口数量为572人。